# Asaphodes assata
Asaphodes assata là một loài bướm đêm trong họ Geometridae.